# Agelasta tonkinea omeishana
Agelasta tonkinea omeishana es una subespecie de escarabajo longicornio del género Agelasta, categorizada en la tribu Mesosini, de la subfamilia Lamiinae. Fue descrita por Gressitt en 1951.

## Descripción
Mide 12 mm de longitud.

## Distribución
Se distribuye por Asia: China, Laos y Vietnam.